# Stresemannstraße 9–11 (Quedlinburg)

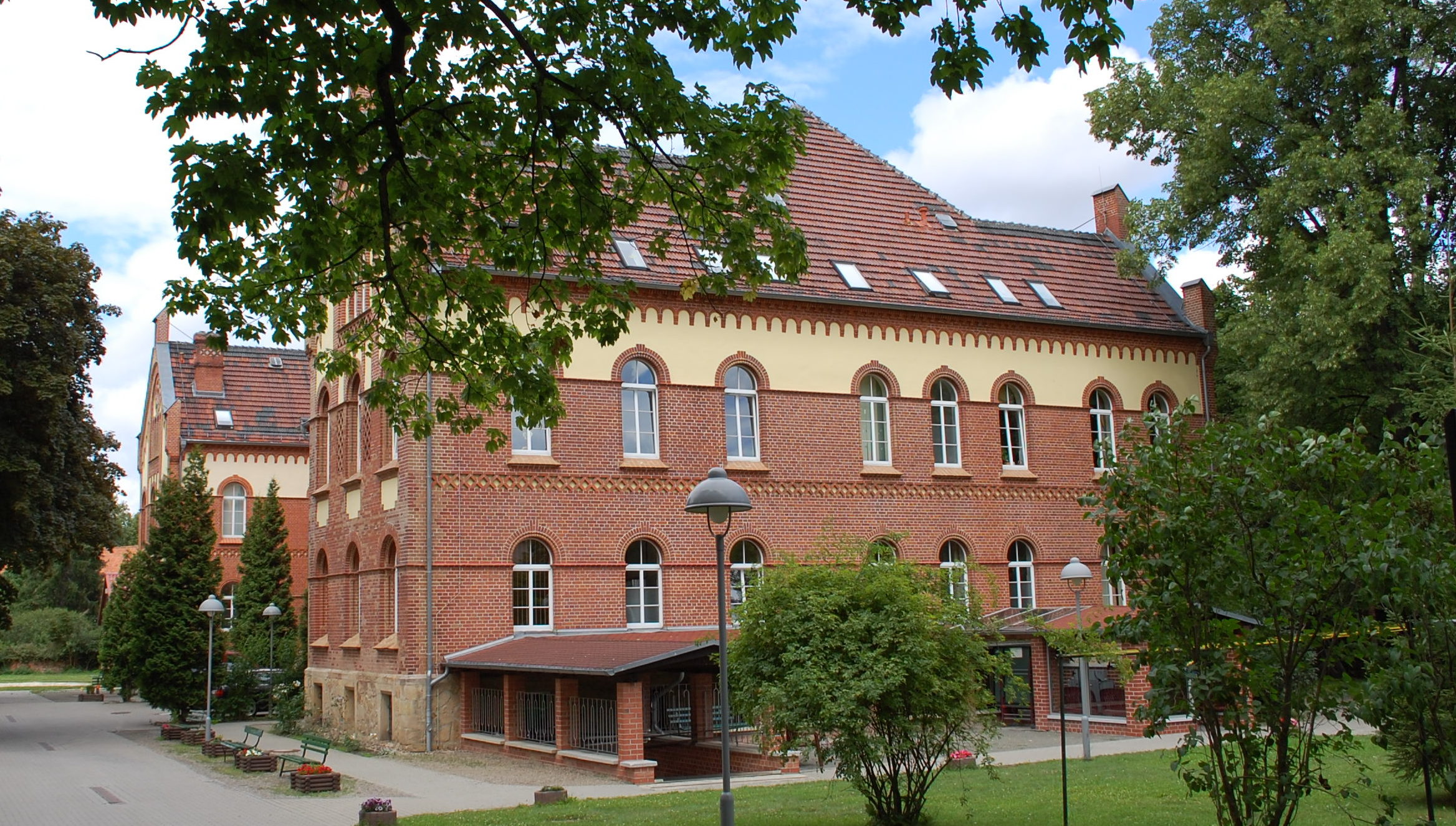
Stresemannstraße 9–11, Blick aus südwestlicher Richtung

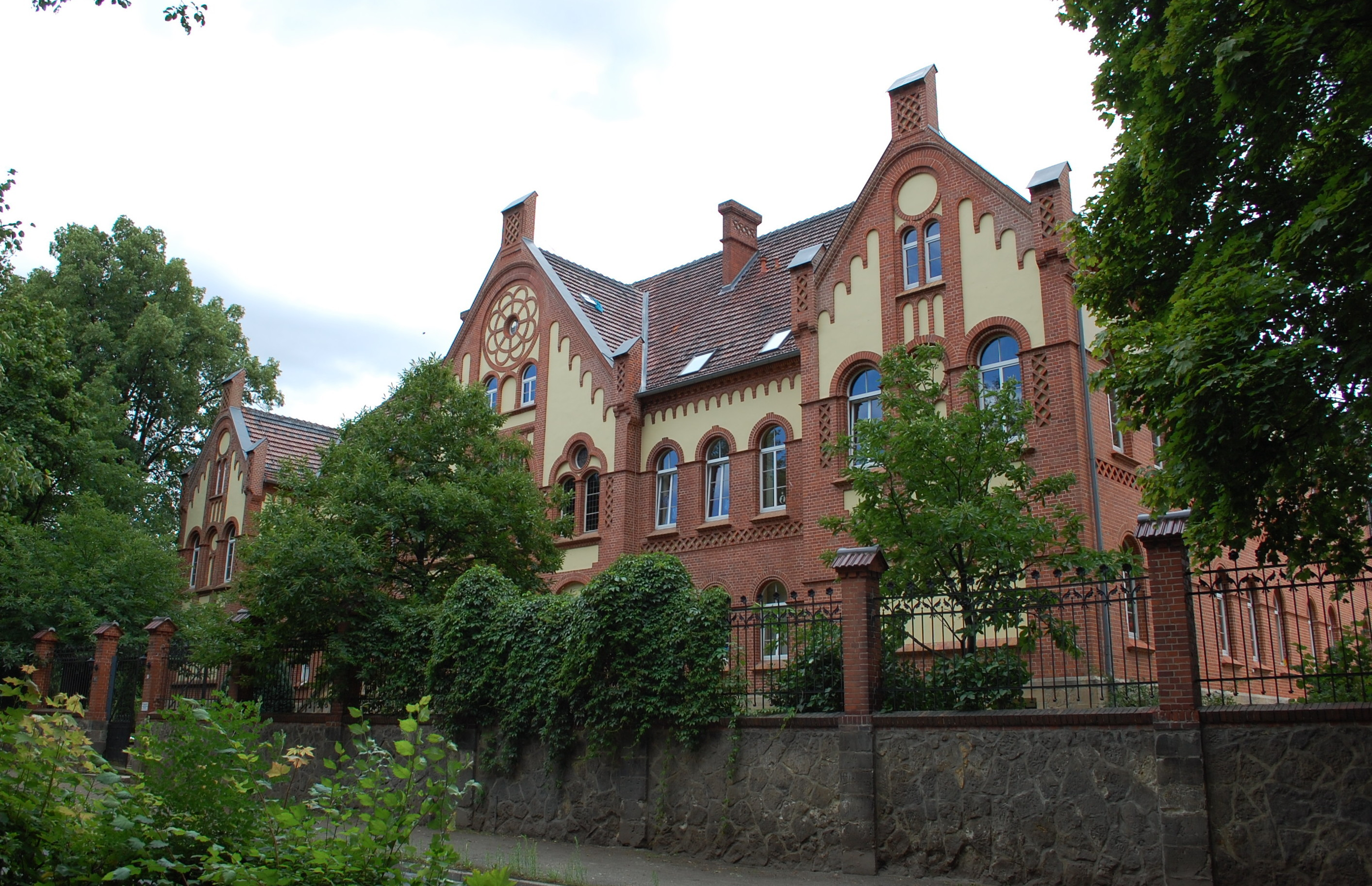
Blick von der Stresemannstraße

Die Häuser Stresemannstraße 9–11 sind eine denkmalgeschützte ehemalige Erziehungsanstalt in der Stadt Quedlinburg in Sachsen-Anhalt. Heute wird das Anwesen als Wohnheim Haus Benedikt der Lebenshilfe betrieben.

## Lage
Die Anlage befindet sich südlich der historischen Altstadt Quedlinburgs im Stadtteil Süderstadt. Sie ist im Quedlinburger Denkmalverzeichnis eingetragen.

## Architektur und Geschichte
Das Gebäudeensemble entstand in den Jahren 1901 und 1902 nach Plänen des Architekten Max Schneck. Die Gestaltung erfolgte im Stil des Historismus, wobei das an der Stresemannstraße stehende Hauptgebäude besonders prächtig ausgeführt ist. 1929 wurde im südwestlichen Teil des Grundstücks ein Direktorenwohnhaus errichtet.
Zum Areal gehören auch Reste eine Parkanlage. Die Grundstückseinfriedung stammt ebenfalls von 1902.
Heute bietet das zur Wohnstätte für Menschen mit Behinderungen umgebaute Haus 50 Wohnplätze, davon fünf rollstuhlgerecht. Das Haus ist ausgerichtet auf erwachsene Personen mit geistigen und geistig und mehrfachen Behinderungen. Bedingung für eine Aufnahme ist ein Beschäftigungsverhältnis in der Werkstatt für behinderte Menschen.